# STS-3xx
STS-3xx è la sigla con la quale si contrassegnano le missioni dello Space Shuttle chiamate Lancio in caso di necessità (Launch On Need, LON). Si tratta di missioni di recupero per l'equipaggio di uno Space Shuttle se la navetta venisse danneggiata e incapace di effettuare un sicuro ritorno sulla Terra. Una tale missione verrebbe autorizzata se il controllo missione determinasse il danneggiamento dello scudo termico e dei pannelli rinforzati carbonio-carbonio (RCC) di un orbiter in volo al di là delle normali capacità di riparazione. Queste missioni sono anche chiamate Lancio su richiesta (Launch On Demand, LOD).
Nel caso di recupero, verrebbero utilizzati l'orbiter e quattro persone dell'equipaggio destinate alla missione successiva. La pianificazione e l'addestramento del volo di recupero permettono alla NASA di lanciare la navetta entro un periodo di 40 giorni dall'avvio della missione. Durante questo periodo di tempo è previsto che l'equipaggio dello Shuttle danneggiato trovi rifugio sulla Stazione spaziale internazionale (ISS). La ISS è infatti in grado di sostenere un ulteriore equipaggio, oltre a quello già presente, per un periodo di circa 80 giorni. La limitazione di questo intervallo di tempo è dovuto alla quantità di ossigeno disponibile.
Le operazioni di mantenimento dell'equipaggio dello Shuttle sulla stazione spaziale sono chiamate all'interno della NASA come Contingency Shuttle Crew Support (CSCS).
È previsto che, nel caso di annullamento di missione prima che lo Shuttle abbia raggiunto l'orbita della ISS, la stazione venga spostata per raggiungere ed incontrare la navetta spaziale. La procedura viene chiamata joint underspeed recovery.
Precedentemente alla missione STS-121 le procedure prevedevano che lo Shuttle danneggiato venisse abbandonato e distrutto facendolo rientrare nell'atmosfera. Le missioni Shuttle successive avevano in dotazione un cavo di 8,5 metri progettato per collegare i controlli manuali del ponte di volo in modo da permettere al controllo di missione di far atterrare lo Shuttle danneggiato senza equipaggio a bordo. Una tale eventualità potrebbe essere presa in considerazione nel caso il veicolo fosse troppo danneggiato per rischiare un atterraggio con persone a bordo, ma con delle possibilità di atterrare intatto. Il sito di atterraggio per un tale volo automatico potrebbe essere la base Edwards Air Force Base in California dove un grande letto di un lago prosciugato permetterebbe un maggiore margine di errore. Un altro possibile sito di atterraggio potrebbe essere anche il White Sands Missile Range nel Nuovo Messico. In base alle regole di volo presenti, la traiettoria di rientro dello shuttle danneggiato sarebbe tale che, in caso di incidente i detriti precipitino dell'Oceano Pacifico del sud.
Una missione di recupero, nel caso fosse stata attuata, sarebbe stata probabilmente l'ultimo volo di uno Shuttle e avrebbe rappresentato la fine del programma spaziale basato su tali navette.

## Lista delle missioni di recupero
| Missione          | Missione di Recupero         | Stato          |
| ----------------- | ---------------------------- | -------------- |
| STS-114 Discovery | STS-300 Atlantis             | Non effettuata |
| STS-121 Discovery | STS-300 Atlantis             | Non effettuata |
| STS-115 Atlantis  | STS-301 Discovery            | Non effettuata |
| STS-116 Discovery | STS-317 Atlantis             | Non effettuata |
| STS-117 Atlantis  | STS-318 Endeavour            | Non effettuata |
| STS-118 Endeavour | STS-320 Discovery            | Non effettuata |
| STS-120 Discovery | STS-322 Atlantis             | Non effettuata |
| STS-122 Atlantis  | STS-323 Endeavour            | Non effettuata |
| STS-123 Endeavour | STS-324 Discovery            | Non effettuata |
| STS-124 Discovery | STS-326 Endeavour            | Non effettuata |
| STS-126 Endeavour | STS-319 Discovery            | Non effettuata |
| STS-119 Discovery | STS-327 Endeavour            | Non effettuata |
| STS-125 Atlantis  | STS-400 Endeavour            | Non effettuata |
| STS-127 Endeavour | STS-328 Discovery            | Non effettuata |
| STS-128 Discovery | STS-329 Atlantis             | Non effettuata |
| STS-129 Atlantis  | STS-330 Endeavour            | Non effettuata |
| STS-130 Endeavour | STS-331 Atlantis             | Non effettuata |
| STS-131 Discovery | STS-332 Discovery            | Non effettuata |
| STS-132 Atlantis  | STS-333 Endeavour            | Non effettuata |
| STS-133 Endeavour | STS-334 Discovery o Atlantis | Non effettuata |
| STS-134 Endeavour | STS-334 Atlantis             | Non effettuata |
| STS-135 Atlantis  |                              |                |

## Remote Control Orbiter
Il termine Remote Control Orbiter indica la possibilità per uno Shuttle di effettuare il rientro e l'atterraggio senza equipaggio a bordo. La NASA ha sviluppato un cavo chiamato RCO in-flight maintenance per collegare il Ground Command Interface Logic (GCIL) e il ponte di volo. Con questo sistema i segnali inviati dal controllo missione allo Shuttle possono controllare i seguenti sistemi:
- avvio dell'Auxiliary Power Unit
- dispiegamento dell'Air Data Probe
- carrello di atterraggio principale
- paracadute (per frenare)
- chiusura delle valvole del reagente delle celle a combustibile

Il cavo è stato portato dalla missione STS-121 a bordo della stazione spaziale, dove sarà disponibile fino al termine del programma Shuttle.

## Situazione precedente alla costruzione dell'ISS
Prima della costruzione della stazione spaziale, l'equipaggio avrebbe dovuto essere trasferito direttamente tra uno shuttle all'altro. Gli orbiter sarebbero stati tuttavia incapaci di attraccare uno all'altro, quindi si sarebbe dovuto utilizzare i bracci RMS per agganciarsi e l'equipaggio avrebbe dovuto trasferirsi tramite una escursione extraveicolare nello spazio (EVA). Questa operazione potrebbe essere portata a termine con l'ausilio di due specialisti di missione addestrati per le attività extraveicolari e dotati delle tute spaziali Extravehicular Mobility Unit (EMU). Questi trasporterebbero l'equipaggio da un veicolo all'altro.

## Cronologia di una missione di recupero
Questa cronologia si riferisce ai giorni di missione dello shuttle danneggiato
- giorno 10: nel decimo giorno di una normale missione è prevista l'eventuale richiesta di una missione di recupero
- giorno 10 - giorno 21: durante questo periodo di tempo lo shuttle danneggiato resta attraccato alla stazione spaziale con il portello aperto. Diversi oggetti vengono trasferiti tra la navetta e la stazione
- giorno 21: chiusura del portello dall'interno della stazione
- giorno 21: separazione dalla stazione e dopo quattro ore accensione dei motori per de-orbitare la navetta. Prima della missione STS-121 si sarebbero lasciati aperti i portelloni della stiva per il carico utile per facilitare la distruzione del veicolo
- giorno 45: lancio dello shuttle di recupero. Il periodo minimo dalla richiesta di soccorso al lancio dello shuttle è stimato in 35 giorni.[7]
- giorno 45 - giorno 47: lo shuttle di recupero raggiunge la stazione mentre conduce controlli sullo stato dello scudo termico
- giorno 47: lo shuttle di recupero attracca sulla stazione. È il suo terzo giorno di missione
- giorno 48: L'equipaggio presente nella stazione entra nel veicolo di recupero. Il veicolo con 11 passeggeri a bordo in seguito si sgancia dalla stazione
- giorno 49: rientro dello shuttle nell'atmosfera sopra all'oceano Pacifico o Indiano. Un veicolo russo Progress di rifornimento viene lanciato successivamente per portare sulla stazione nuovi rifornimenti.
- giorno 58: abbandono della stazione spaziale per l'esaurimento dell'ossigeno dell'ECLSS, in caso il veicolo di rifornimento fallisca la missione.

## Recupero della missione STS-125

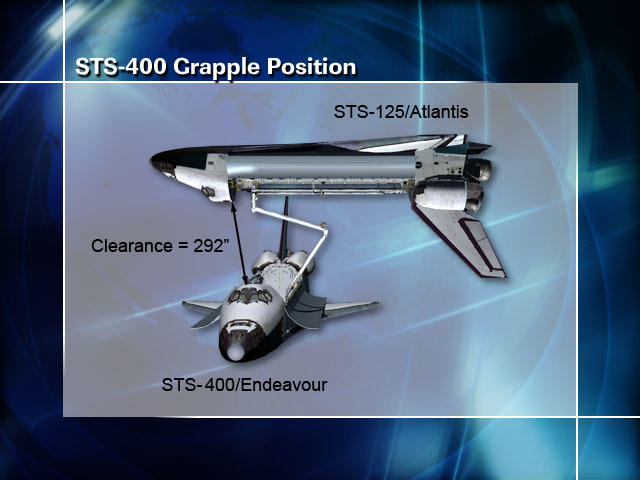
Nell'immagine, l'aggancio tra i due Shuttle per poter trasferire l'equipaggio durante la missione STS-400

La missione STS-125 è stata dedicata alla manutenzione del telescopio spaziale Hubble. Essendo quest'ultimo in un'orbita molto diversa da quella della stazione spaziale, sarebbe stato impossibile per l'equipaggio dello Space Shuttle utilizzare la stazione come luogo sicuro in attesa della missione di recupero. Un volo di recupero avrebbe dovuto essere pronto per il lancio entro 10 giorni dalla richiesta, siccome l'equipaggio può resistere a bordo dello Shuttle per 23 giorni. Se fosse stata necessaria la missione di recupero avrebbe dovuto probabilmente effettuare le operazioni di trasporto dell'equipaggio analoghe a quelle descritte sopra in assenza di stazione spaziale.